# عبد الله الخيبري (لاعب كرة قدم مواليد 2001)
عبد الله صالح الخيبري لاعب كرة قدم سعودي ، يلعب كحارس مرمى في نادي خيبر.

## مسيرة اللاعب
لعب في نادي الأنصار ونادي الذهب ونادي خيبر.